# Macrotrachela insulana
Macrotrachela insulana är en hjuldjursart som beskrevs av Donner 1962. Macrotrachela insulana ingår i släktet Macrotrachela och familjen Philodinidae. Inga underarter finns listade i Catalogue of Life.